# Château de Seußlitz

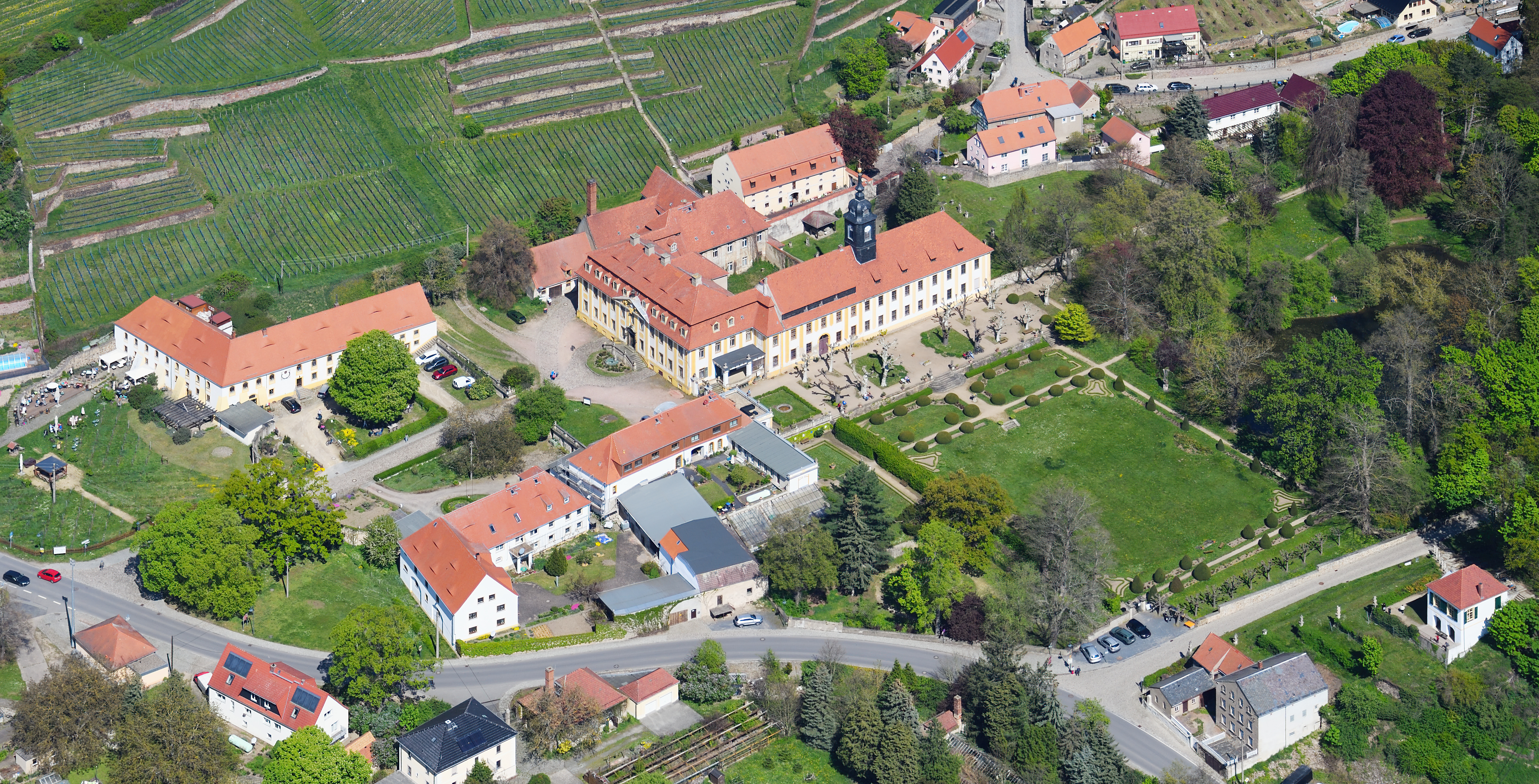
Vue aérienne

Le château de Seußlitz est un château à Diesbar-Seußlitz, un quartier de la commune de Nünchritz, dans le Land de Saxe, en Allemagne.

## Histoire
Une première mention date de 1205, selon laquelle il y avait un Wasserburg à Seußlitz. Entre 1250 et 1265, le margrave Henri III de Misnie fait construire un palais de campagne à Seusslitz. On dit qu'il avait l'intention de s'installer complètement à Seusslitz, mais cela ne s'est pas réalisé. En 1268, à la demande de sa seconde épouse, Agnès de Bohême, il fait don du château aux Clarisses qui en font le couvent Sainte-Afre, il est reconstruit en 1272. Au même moment, le margrave laisse l'église Notre-Dame de Dresde avec le patronage de la paroisse de Dresde et de le Maternihospital au couvent des Clarisses à Seusslitz.
Comme l'abbaye Sainte-Croix de Meissen, le couvent devient un bien de l'État après la Réforme protestante en 1541. En 1545, il est acquis comme un domaine agricole par le chancelier saxon Simon Pistoris et en 1552, on le décrit pour la première fois comme un manoir. Ses descendants, qui portent le nom de Pistoris von Seuselitz, possèdent le domaine jusqu'en 1720.
En 1722, le chancelier saxon Heinrich von Bünau achète la propriété. Sur les murs de fondation du couvent, il fait construire un complexe baroque à trois ailes selon les plans du maître charpentier George Bähr. Le pignon triangulaire au-dessus du portail dans l'aile centrale contient un cartouche avec une inscription latine. Dans le vestibule, derrière une arche, un élégant escalier tripartite mène à l'étage supérieur, dont les balustrades sont décorées de vases en pierre, tandis que des figures baroques se dressent dans les niches murales.
Le manoir, achevé en 1724, est accolé par deux ailes latérales qui enserrent une étroite cour. Dans l'aile sud, il y a une salle voûtée et une grande salle qui monte jusqu'à l'étage du grenier, auquel l'église du château est attachée. Pour cela, Bähr utilise de 1725 à 1727 les murs extérieurs de l'église gothique du monastère du XIIIe siècle, mais lui donne le même dessin de façade que le château ; une tracerie gothique est conservée sur le mur ouest. L'intérieur à toit plat est entouré de galeries, l'autel de la chaire, derrière lequel se trouve l'orgue, est richement décoré de marbrures colorées. En face se trouve la boîte du patronat. Dans le cimetière derrière se trouvent d'anciens monuments funéraires de l'église du couvent, dont certains datent du XIIIe siècle. Le comte Bünau et son épouse Augusta Helene von Döring sont également enterrés dans deux sarcophages en grès. La sonnerie actuelle de l'ancienne église du château se compose de cinq cloches en bronze, dont certaines datent du XIIIe siècle et remontent aux premiers jours du couvent.
Le château se fond dans le paysage de jardins et de vignobles du Seußlitzer Grund, une vallée latérale de l'Elbe qui est maintenant une réserve naturelle. Le jardin du palais est de style horticole français et anglais avec des sculptures symbolisant les saisons et les mois. Les figures proviennent de l'atelier de Balthasar Permoser. Le style jardin à la française domine le côté sud du château et de l'église. Ici il y a une terrasse de 15 mètres de large bordée de platanes, bordée de figures de grès et de vases à fleurs en pierre. Le parterre de jardin au-dessous d'elle est bordé de bordures de fleurs et de haies taillées. À son extrémité, quatre terrasses à gradins s'élèvent comme une pyramide, aux angles desquelles se dressent des figures de grès comme des représentations allégoriques des douze mois. Un double escalier monte sur le côté. En 1725 et 1726, Bähr fait construire sur le plateau une petite et élégante maison de jardin à deux étages, qui porte le nom de Heinrich von Bünau Heinrichsburg. On a à l'intérieur une vue sur la vallée de l'Elbe en amont de Zehren et en aval de Boritz. La réplique mais d'un étage, la  maison du vigneron sur le vignoble du château à l'ouest s'appelle Luisenburg et est construite après 1725. Le parc paysager à l'anglaise s'étend vers l'est jusqu'au bout de la ville. Il a une riche population d'arbres de ginkgo, de cyprès chauve, de chêne ornemental, d'érable argenté et d'autres espèces. Un étang au rivage irrégulier est inclus dans le parc.
En 1799, le marchand Johann Christian Clauss devient propriétaire du château. De 1880 à 1928, les collectionneurs d'art de Leipzig Julius Harck et Fritz von Harck et à partir de 1928 le fabricant Willi Böttger possèdent le château.
À partir de 1945, le château appartient à la municipalité et est utilisé comme maison de retraite jusqu'en 2000.
Depuis 2001, le propriétaire est l'architecte munichois Stephan Braunfels, qui l'a acheté lors d'une vente aux enchères à Leipzig en 2000 pour 715 000 DM (360 000 €). Depuis lors, la propriété se dégrade. Le jardin du château est librement accessible.